# Senne Rouffaer
Félicien P. I. Rouffaer, connu sous le surnom de Senne Rouffaer, né à Kapellen le 19 décembre 1925 et mort le 14 juillet 2006 dans la même ville, est un acteur et réalisateur belge.

## Filmographie partielle
- 1965 : L'Homme au crâne rasé d'André Delvaux
- 1968 : Un soir, un train d'André Delvaux
- 1969 : Monsieur Hawarden de Harry Kümel
- 1979 : Femme entre chien et loup d'André Delvaux
- 1987 : La Famille Van Paemel de Paul Cammermans
- 1988 : L'Œuvre au noir d'André Delvaux
- 1993 : Ad fundum d'Erik Van Looy